# Палата Софиеру
Палата Софиеру или само Софиеру (швед. "Sofiero slott" or just "Sofiero" ) у општини Хелсингборг, Сканија, је била једна од сеоских палата шведске краљевске породице, смештена на 5 км северно од Хелсингборга. То је првобитно била сканијска фарма, коју су 1864. године купили шведски принц Оскар и његова супруга Софија од Насауа. Прва једноспратна палата завршена је 1865. Проширена је на садашњу величину између 1874. и 1876. године, након што је принц Оскар крунисан за краља Оскара II Шведске и Норвешке.

## Историја
Године 1905. унук Оскара II, принц Густаф Адолф, будући краљ Густаф VI Адолф и његова супруга, престолонаследница Маргарет, унука краљице Викторије, добили су палату као венчани поклон. Сунчаног јулског дана, отприлике месец дана после венчања, Густав Адолф и Маргарет стигли су у коњској запрези кроз улаз раскошно украшен храстовим лишћем и сa краљевском круном на врху. Људи из Хелсингборга махали су шведским и британским заставама у знак топле добродошлице новим власницима Софиеруа. 
Маргарета је умрла 1920. године, оставивши мужа и петоро деце. Принц Густаф Адолф постао је краљ 1950. године, али је остао веран Софиеру и тамо је летовао до своје смрти, која се догодила у Хелсингборгу 1973. године. 1923. оженио се са леди Лујзом Моунтбатен.
Након његове смрти, Софиеру је препустио граду Хелсингборгу како би шира јавност могла уживати у њему колико и он.

## Парк и вртови
Парк око палате Софиеру заузима око 15 хектара. 
Престолонаследница Маргарета, која је одрасла међу величанственим традиционалним енглеским вртовима, била је изузетно упућена у биљке и имала је добро развијен осећај за боју и облик. Својом стручношћу и интересом за баштованство укључила се у стварање  цветних леја и шеталишта. 

### Рододендрони
Густав Адолф је и даље имао времена за баштованство. Постепено је развио јединствено интересовање за рододендроне. Током свог боравка у Софиеру засадио је више од 5.000 примерака, који су обухватали више од 400 различитих врста. Већина их расте у две удолине северно и јужно од палате. Клима овде је идеална за рододендроне, са пуно склоништа и идеалном количином сенке од крошњи дрвећа. Тло је благо кисело и вода се спушта низ обронке. 

### Остале стазе, вртови и објекти
Као почаст свему што је Маргарета створила током свог кратког боравка у Софиеру, покренута је реконструкција дела њеног оригиналног дизајна за цветни пролаз, датирана 1910. године. Ово је свечано отворено 1993. године и данас је у пуном цвату током целог лета.
Сјајна, широка зидна граница налази се поред дугог каменог зида који се пружа од севера ка југу на источној страни врта. Вишегодишње биљке мешају се са једногодишњим биљкама. Престолонаследница Маргарета волела је да се вишегодишње биљке сади обилно, у великим групама, са празнинама испуњеним једногодишњим биљкама, које је волела. Уз зид расту и воћке попут шљиве и крушке.
Тадашњи градски вртлар Оле Андерсон посетио је 1994. године данску краљицу Ингрид у њеној летњој резиденцији Грастен. Њена колекција мирисних пеларгонија оставила је сјајан утисак на Андерсона, а убрзо је покренута иницијатива за колекцију геранијума у Софиеру. Краљица Ингрид, која је лета проводила у детињству у Софиеру, великодушно је дала свој допринос резницама које су потом размножаване и које данас срећно успевају поред кухињског врта.
Дивну винарију изградили су 1914. године престолонаследник Густав Адолф и Маргарета. Изграђена је на зиданој подлози. Димензије су 15 × 5 метара, а висина је скоро 5 метара. Овде се негују прелепе старе винове лозе, засађене још 1914. 
Током година, запослени су бројни баштовани који су наставили традицију и развили нове садржаје. Тако сада у парку постоје и: стаза ружа, кухињски врт, подручје далија, кућа диња, стакленик, лавиринт, као и рибњак. 
Ту је смештено и неколико скулптура, споменик Густаву VI Адолфу, лављи лавиринт, зграда за радионице, изложбе и сувенирница, игралиште за децу са кућицом из 1917.године.
Дана 6. јуна 2016. године, краљ Карл XVI Густаф и краљица Силвија свечано су отворили нови Јубиларни врт у парку, који је створен за 150-годишњицу Софиеруа. Овај нови врт дизајнирала је пејзажна архитекта Мона Вемблинг. Врт, који ће бити стално обележје парка, намењен је рекреацији, али и инспирацији.

### Традиција
Свака шведска краљевска невеста од 1935. имала је врло сентиментални додатак својим букетима. Све су носиле мирту из Софиеруа на дан венчања. Међу многим стварима које је у Шведску из Британије донела Маргарета био је грм мирте, узгојен из биљке коју је засадила сама краљица Викторија. Биљка је пронашла дом у парку Софиеру.

## Данас
Аутобуска веза креће неколико пута на сат током вршних сати из Хелсингборга. Главна атракција данас су веома велики вртови са широким спектром локалног и другог биљног света, који се протеже до обале Оресунда. Посебно се истиче 10 000 рододендрона који се састоје од готово 500 различитих сорти.  У парку се налази и мала колекција модерне уметности.
Софиеру је 2010. године проглашен за најлепши европски парк. 
Током лета велике травнате површине понекад се користе за велике концерте на отвореном са домаћим и међународним звездама као што су Боб Дилан, Брајан Адамс, Џејмсс Браун и Нора Џоунс.
Сама некадашња краљевска палата данас се користи као ресторан, кафић, а понекад и као галерија.

## Галерија
- Улаз
- Софиеру палата
- Соба палате Софиеру
- Концерт 2011.
- Стаза ружа
- Врт у парку Софиеру
- Парк Софиеру
- Некадашња штала у Софиеру
- Винарија
- Скулптуре у парку
- Лављи лавиринт
- Дечји кутак
- Рододендрони у парку
- Палата под снегом